# Chwilowo Kaloryfer
Kabaret Chwilowo Kaloryfer – kabaret pochodzący z Rybnika, istnieje od 2005 roku. Premiera pierwszego programu „Pierwsze Żeberko” odbyła się w Piano Galery Bar Paleta w Rybniku. Kabaret działa pod patronatem Fundacji Elektrowni Rybnik. Do dziś oprócz „Pierwszego Żeberka” kabaret napisał jeszcze trzy programy „W 13 dni i 13 sekund dookoła Polski”, „Niezła zabawa” oraz "Mężczyzno, puchu marny".
Kabaret działa przy Fundacji Elektrowni Rybnik.

## Skład
- Marcin "Dzban" Wojciech
- Kornel "Kolo" Król
- Artur "Muras" Muras

## Sukcesy
- Grand Prix „VIII Siedlecka Noc Kabaretowa”, Siedlce 2008 r.
- Nagroda Publiczności „VIII Siedlecka Noc Kabaretowa”, Siedlce 2008 r.
- Nagroda Dziennikarzy „VIII Siedlecka Noc Kabaretowa”, Siedlce 2008 r.
- I miejsce „Pałamaka", Żywiec 2007 r.
- I miejsce „O Koło Sołtysa", Wąchock 2007 r.
- II miejsce „Siedlecka Noc Kabaretowa”, Siedlce 2007 r.
- I miejsce „Zostań Gwiazdą Kabaretu", Poznań 2007 r.
- Nagroda specjalna za skecz „Krety” „Zostań Gwiazdą Kabaretu", Poznań 2007 r.
- Nagroda za piosenkę festiwalową „Zostań Gwiazdą Kabaretu", Poznań 2007 r.
- Wyróżnienie „Dąbrowska Liga Kabaretowa", Dąbrowa Górnicza 2007 r.
- Nagroda za skecz „Woodstock”, „Wpadka", Wodzisław Śląski 2007 r.
- Nagroda za skecz „Woodstock”, „Przegląd Art Attack", Kędzierzyn Koźle 2007 r.
- Wyróżnienie dla Marcina Wojciecha, „OSKA”, Opole 2007r
- I miejsce „Podkowa", Koszalin 2006 r.
- II miejsce „Młoka", Żory 2006 r.
- III miejsce „Fermenty", Bielsko Biała 2006 r.

Realizacje telewizyjne m.in.
- TVP 2 – VIII Mazurska Noc Kabaretowa
- TVP 2 – IX Mazurska Noc Kabaretowa
- TVP 3 Poznań – „Zostań gwiazdą kabaretu”
- TVP 3 Poznań – „Zostań gwiazdą kabaretu” – koncert laureatów
- TVP 3 Katowice – Kabaret to za duże słowo – Odcinek 1 – Spodek
- TVP 3 Katowice – Kabaret to za duże słowo – Odcinek 4 – Ulotkarze
- TVP 3 Katowice – Kabaret to za duże słowo – Odcinek 5 – W 14/10
- TVP 3 Katowice z Kabaretem TZDS -Odcinek 4 – Ulotkarze